# Verlag für Geowissenschaften Berlin
Der Verlag für Geowissenschaften Berlin ist der Herausgeber von Fachliteratur aus dem Gesamtgebiet der geologischen Wissenschaften. Der Verlag besteht seit 1998 und wurde von Ulrich Wutzke gegründet. Eine Nebenniederlassung besteht in Ahrensfelde (Land Brandenburg).

## Zeitschriften
- Zeitschrift für Geologische Wissenschaften (ISSN 0303-4534):

Veröffentlicht werden vorrangig Originalarbeiten aus dem Gesamtgebiet der geologischen Wissenschaften in deutscher und englischer Sprache. Die Zeitschrift erscheint jährlich mit sechs Heften, die gegebenenfalls als Doppelhefte zusammengefasst sein können. Aufgrund einer fortschreitenden Sehbehinderung stellt Wutzke die Zeitschrift für Geologische Wissenschaften im Jahr 2019 ein.
- Geohistorische Blätter (ISSN 1436-3135):

Internationale Zeitschrift für das Gesamtgebiet der Geschichte der geologischen Wissenschaften. Pro Jahr erscheinen zwei Hefte und zusätzlich Beihefte in zwangloser Folge.

## Inhaltliche Schwerpunkte
Der Verlag betreibt fachliches und technisches Redigieren/Lektorieren aller Art von Manuskripten hauptsächlich aus den Gebieten
- Geowissenschaften,
- Biologie (Paläontologie),
- Chemie,
- Astronomie (Kosmogenie).